# Notophyson obsoleta
Notophyson obsoleta är en fjärilsart som beskrevs av Erich Martin Hering 1925. Notophyson obsoleta ingår i släktet Notophyson och familjen björnspinnare. Inga underarter finns listade i Catalogue of Life.